# Моспинська міська рада
Моспинська міська́ ра́да — орган місцевого самоврядування у складі Пролетарського району Донецька Донецької області. Адміністративний центр — місто Моспине.

## Загальні відомості
- Населення ради: 13912 особи (станом на 2001 рік)

## Населені пункти
Міській раді підпорядковані населені пункти:
- м. Моспине
- смт Горбачево-Михайлівка
- с. Бирюки
- с. Вербова Балка
- с. Гришки
- с. Михайлівка
- с. Новодвірське
- с. Кисличе
- с. Темрюк.

## Склад ради
Рада складається з 32 депутатів та голови.
- Голова ради: Меренков Михайло Миколайович
- Секретар ради: Стрельченко Олег Володимирович

### Керівний склад попередніх скликань
| ПІБ                          | Основні відомості                                                       | Дата обрання | Дата звільнення |
| ---------------------------- | ----------------------------------------------------------------------- | ------------ | --------------- |
| Меренков Михайло Миколайович | Міський голова, 1972 року народження, освіта вища, член Партії регіонів | 26.03.2006   | 31.10.2010      |
| Меренков Михайло Миколайович | Міський голова, 1972 року народження, освіта вища, член Партії регіонів | 31.10.2010   |                 |

Примітка: таблиця складена за даними джерела

### Депутати
За результатами місцевих виборів 2010 року депутатами ради стали:

#### За суб'єктами висування
| Суб'єкт висування                 | Кількість обраних депутатів | %    |
| --------------------------------- | --------------------------- | ---- |
| Партія регіонів                   | 28                          | 87,5 |
| Комуністична партія України       | 2                           | 6,3  |
| Політична партія «Сильна Україна» | 2                           | 6,3  |

#### За округами
| № округу                          | Прізвище, ім'я, по батькові      | Дата визнання обраним | Освіта                    | Партійна приналежність                  | Відомості про обраного депутата |
| --------------------------------- | -------------------------------- | --------------------- | ------------------------- | --------------------------------------- | --- |
| Комуністична партія України       |                                  |                       |                           |                                         | |
| б/м                               | Музика Сергій Борисович          | 04.11.2010            | Освіта вища               | позапартійний                           | Комунальне підприємство Донецькміськводоканал, начальник мережі Моспинських водопровідних мереж                                     |
| 2                                 | Саламатін Микола Костянтинович   | 04.11.2010            | Освіта середня            | позапартійний                           | пенсіонер |
| Партія регіонів                   |                                  |                       |                           |                                         | |
| б/м                               | Фетисов Геннадій Миколайович     | 04.11.2010            | Освіта середня спеціальна | член Партії регіонів                    | приватний підприємець |
| б/м                               | Чепурний Віталій Анатолійович    | 04.11.2010            | Освіта вища               | член Партії регіонів                    | Структурний підрозділ ТОВ "Східвуглемаш «Ремонтно-механічний завод», директор                                                       |
| б/м                               | Гоєв Віктор Вікторович           | 04.11.2010            | Освіта вища               | член Партії регіонів                    | Приватне підприємства «3В», заступник директора                                                                                     |
| б/м                               | Панченко Дмитро Геннадійович     | 04.11.2010            | Освіта вища               | член Партії регіонів                    | спортивний клуб «Богатир», директор                                                                                                 |
| б/м                               | Стрельченко Олег Володимирович   | 04.11.2010            | Освіта вища               | член Партії регіонів                    | виконком Моспинської міської ради, секретар міської ради                                                                            |
| б/м                               | Мішкін Володимир Маркович        | 04.11.2010            | Освіта середня            | член Партії регіонів                    | приватний підприємець |
| б/м                               | Потяко Олександр Іванович        | 04.11.2010            | Освіта вища               | член Партії регіонів                    | виконком Моспинської міської ради, заступник міського голови                                                                        |
| б/м                               | Кондратенко Роман Олександрович  | 04.11.2010            | Освіта вища               | член Партії регіонів                    | приватний підприємець |
| б/м                               | Пилипенко Олександр Дмитрович    | 04.11.2010            | Освіта вища               | член Партії регіонів                    | пенсіонер |
| б/м                               | Міщиряк Вячеслав Григорович      | 04.11.2010            | Освіта вища               | член Партії регіонів                    | Донецька міська санітарно-епідеміологічна станція, головний лікар                                                                   |
| б/м                               | Радіонов Олексій Михайлович      | 04.11.2010            | Освіта вища               | член Партії регіонів                    | ТОВ «Шахта ім. М. А. Радіонова», голова ради                                                                                        |
| б/м                               | Свистуненко Олег Ігорович        | 04.11.2010            | Освіта вища               | член Партії регіонів                    | ТОВ «Сервісне підприємство», керівник департаменту транспорту                                                                       |
| б/м                               | Потяка Андрій Вікторович         | 04.11.2010            | Освіта вища               | член Партії регіонів                    | Структурний підрозділ ТОВ "Східвуглемаш «Ремонтно-механічний завод», заступник директора                                            |
| б/м                               | Алексенко Андрій Олександрович   | 04.11.2010            | Освіта вища               | член Партії регіонів                    | Комерційне підприємство «Комунекоресурси», заступник директора                                                                      |
| б/м                               | Лейба Олена Анатоліївна          | 04.11.2010            | Освіта середня спеціальна | член Партії регіонів                    | комітет мікрорайону «Ново-Моспине», голова                                                                                          |
| 3                                 | Шашуріна Наталія Іванівна        | 04.11.2010            | Освіта вища               | член Партії регіонів                    | виконком Моспинської міської ради, начальник відділу бухгалтерської та фінансової звітності                                         |
| 4                                 | Лихацький Андрій Володимирович   | 04.11.2010            | Освіта середня            | член Партії регіонів                    | Донецька загальноосвітня школа № 151, вчитель                                                                                       |
| 5                                 | Рєзнік Микола Михайлович         | 04.11.2010            | Освіта вища               | член Партії регіонів                    | ТОВ «Моспинське вуглепереробне підприємство», провідний спеціаліст з громадського захисту, надзвичайних ситуацій і пожежної безпеки |
| 6                                 | Чередниченко Віталій Іванович    | 04.11.2010            | Освіта вища               | член Партії регіонів                    | приватний підприємець |
| 7                                 | Ільченко Олександр Олександрович | 04.11.2010            | Освіта вища               | член Партії регіонів                    | Донецький національний університет економіки і торгівлі ім. М. Туган-Барановського, асистент кафедри економічної теорії             |
| 8                                 | Козюк Віктор Павлович            | 04.11.2010            | Освіта середня            | член Партії регіонів                    | Донецька вугільна енергетична кампанія "Шахта «Моспинська», електрослюсар підземний                                                 |
| 9                                 | Сомов Сергій Миколайович         | 04.11.2010            | Освіта вища               | член Партії регіонів                    | ТОВ"Моспинське вуглепереробне підприємство", заступник директора                                                                    |
| 10                                | Серпокрилов Вячеслав Жанович     | 04.11.2010            | Освіта середня            | член Партії регіонів                    | ТОВ «Моспинське вуглепереробне підприємство», бригадир дільниці                                                                     |
| 11                                | Мединський Олексій Валер'янович  | 04.11.2010            | Освіта вища               | член Партії регіонів                    | ВАТ «ПЕМ-Енерговугілля», начальник енергодільниці                                                                                   |
| 12                                | Золотопупов Павло Володимирович  | 04.11.2010            | Освіта вища               | член Партії регіонів                    | Донецька облдержадміністрація, перший заступник начальника управління вугільної промисловості                                       |
| 13                                | Сибіркін Віктор Леонідович       | 04.11.2010            | Освіта вища               | член Партії регіонів                    | ТОВ «Моспинське вуглепереробне підприємство», начальник дільниці                                                                    |
| 14                                | Магдалін Олександр Васильович    | 04.11.2010            | Освіта середня            | член Партії регіонів                    | ТОВ "АПК «Донецький», в.о. головного інженера                                                                                       |
| 16                                | Ткаченко Віталій Васильович      | 04.11.2010            | Освіта вища               | член Партії регіонів                    | ТОВ "АПК «Донецький», заступник директора з виробництва                                                                             |
| Політична партія «Сильна Україна» |                                  |                       |                           |                                         | |
| 1                                 | Бакланова Олена Володимирівна    | 04.11.2010            | Освіта вища               | член Політичної партії «Сильна Україна» | Донецька загальноосвітня школа № 154, вчитель                                                                                       |
| 15                                | Герасименко Євген Дмитрович      | 04.11.2010            | Освіта середня            | член Політичної партії «Сильна Україна» | Товарна біржа «Стелз», управляючий                                                                                                  |